# Leo Deck
Leo Deck (* 30. September 1908 in Bern; † 1. Juni 1997 ebenda) war ein Schweizer Maler.

## Leben
Leo Deck wurde 1908 in Bern geboren. Dort absolvierte er vorerst eine Lehre als Schriftenmaler. 1935 reiste er nach Paris, wo er sich an der Grande Chaumière künstlerisch ausbilden liess. Ab 1938 verbrachte er in Paris und Italien zahlreiche weitere Studienaufenthalte.
1942 und 1944 wurden Deck eidgenössische Kunststipendien zugesprochen.
1945 wurde sein Frühwerk in der Berner Kunsthalle erstmals mit einer Gruppenausstellung gewürdigt («Junge Berner Künstler», zusammen mit Rudolf Mumprecht, Ricco, Fritz Ryser).

## Werk
Leo Decks Werk umfasst in erster Linie Landschaftsmalerei in der Tradition Ferdinand Hodlers und Cuno Amiets. Dabei spielen Seeregionen eine zentrale Rolle. Eine Vielzahl von Motiven fand Deck im Raum Wohlensee, Murtensee, Neuenburgersee, Thunersee sowie Brienzersee.
Ende der 50er Jahre vollzog Deck einen stilistischen Wandel. Die komplexen Kompositionen und der kalligraphische Malduktus des Frühwerks wichen einer flächigen Auffassung der Formen und einer zunehmend expressiven Farbigkeit. Dieser Wandel ist auch in seinen Stillleben zu beobachten, die vor allem die Flora zum Thema haben. Das figürliche Werk thematisiert und idealisiert das Flanieren an der Seine in Paris, die Welt des Zirkus, den Reitsport in der unberührten Landschaft sowie das Rudern und Segeln auf ruhigen Gewässern.